# Alminhas da Póvoa de Varzim

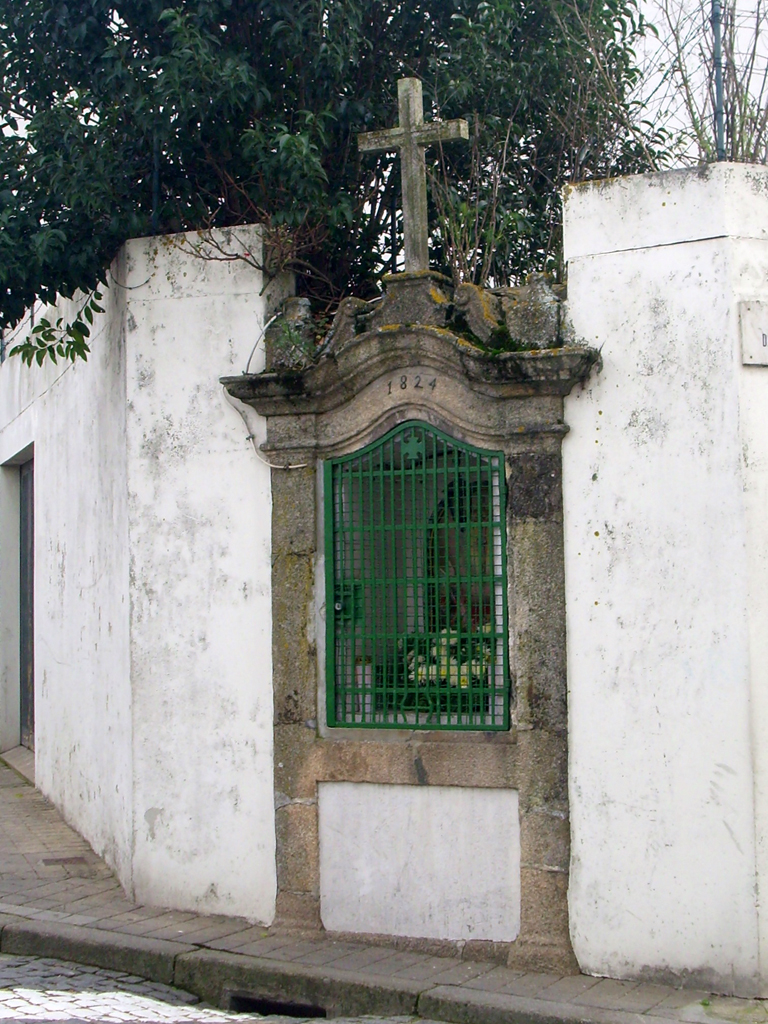
Alminha no gaveto da Rua da Moita com a Rua de São Pedro.

As Alminhas da Póvoa de Varzim, ou Nichos de Alminhas do Purgatório, são um conjunto de pequenos templos de rua, com carácter popular, típicos da Póvoa de Varzim e que representam as almas do Purgatório, um estado onde as almas ficam durante algum tempo para se purificarem. 
Estes pequenos templos localizam-se em diversas ruas da cidade, normalmente onde confluem arruamentos. São templos em cantaria, com um nicho encerrado por uma grade férrea ao cuidado da Confraria das Almas, onde se encontra um painel de azulejo relativo às almas do Purgatório. Nas alminhas mais antigas do centro da cidade como a que se localiza na confluência da Rua da Conceição com a Rua Primeiro de Maio (antiga São Sebastião) ou a que se localiza na Rua dos Ferreiros com a Praça do Almada têm um nicho mais elaborado, assemelhando-se a um retábulo.
Aos vivos competia fazerem orações e oferecerem esmolas nessas Alminhas espalhadas por várias ruas da cidade. No nicho são colocadas velas, flores ou esmolas. Todas as alminhas existentes na cidade encontram-se bem preservadas e cuidadas. Devido a um furto de esmolas, que acabaram por danificar algumas alminhas devido a um pequeno valor monetário, algumas caixas de esmolas foram removidas no início do século XXI.
Algumas alminhas:

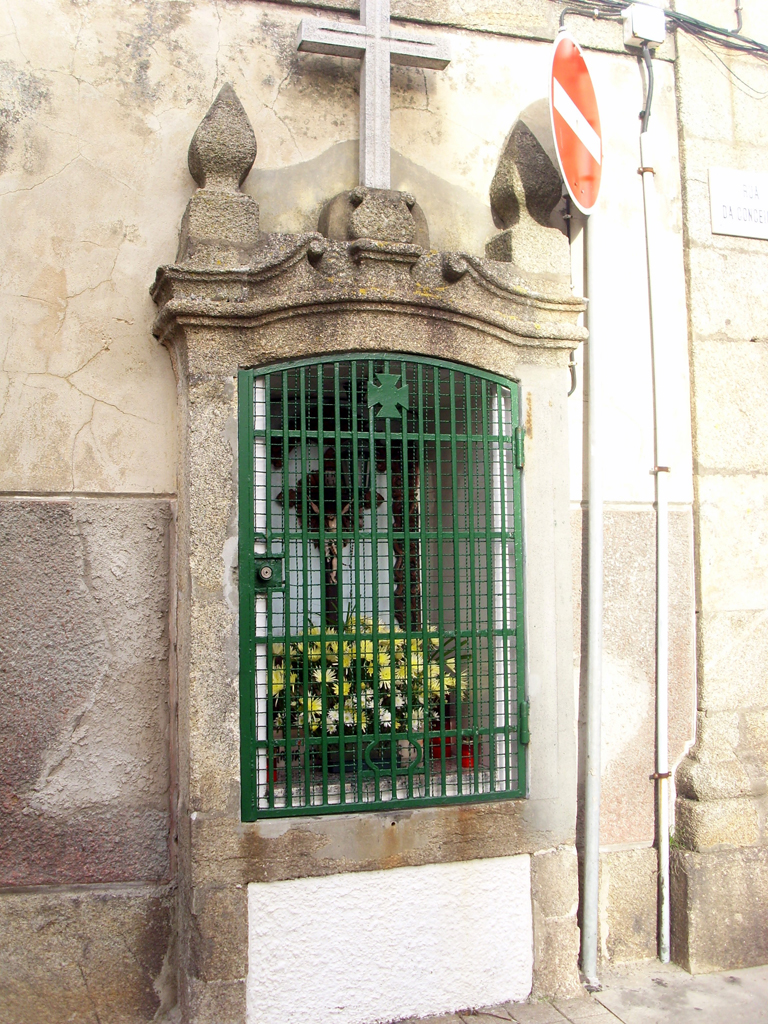
Alminha barroca incrustada numa casa setecentista.

- Confluência  da Rua da Conceição (antiga Rua da Consolação) com a Rua Primeiro de Maio (antiga Rua de São Sebastião). Incrustada num edifício do século XVIII
- Alminha de 1824 - Confluência  da Rua de São Pedro (antiga Rua da Consolação) com a Rua da Moita
- Alminha de 1874 - Confluência da Rua Corregedor Gaspar Cardoso com a Rua dos Muros Altos
- Confluência  da Rua Bonitos de Amorim com o Largo das Dores
- Alminha de 1953 - Confluência da Rua Gomes de Amorim (EN 13) com a Praça Luís de Camões
- Alminha de 1966 - Rua Bonitos de Amorim / Rua Comendador Francisco Quintas
- Alminha de 1971 - Confluência da Rua Leonardo Coimbra com a Rua de Camilo
- Confluência da Rua dos Ferreiros (Estrada Velha) com a Praça do Almada
- Confluência da Avenida dos Pescadores com Rua das Flores
- Confluência da Travessa de Regufe com a Rua de São Brás
- Nicho na Confluência da Rua António Silveira com Rua Tenente Veiga Leal
- Existiu em tempos na Rua da Junqueira